# Indre befrugtning
Ved indre befrugtning udvikles organismen inde i livmoderen.